# Segundo Cruz
Segundo Cruz Carrera (n. Sullana, Perú, 1 de junio de 1957 - 14 de agosto del 2022) fue un futbolista peruano que se desempeñaba como defensa central. 
Fue campeón de la Primera División del Perú en una ocasión y participó en la Copa Libertadores con tres equipos distintos: Atlético Torino, UTC de Cajamarca y Sporting Cristal.

## Trayectoria
Se inició en las divisiones inferiores del Alianza Atlético de Sullana e hizo su debut a finales de los años 1970. Pasa a jugar en el Atlético Torino y consigue el subcampeonato de 1980. Luego ficharía por el UTC de Cajamarca entre 1982 y 1986 donde logró el subcampeonato en 1985, esta vez tuvo un mayor protagonismo.
En 1987 llegó a Sporting Cristal donde fue capitán del equipo en dicha temporada bajo la dirección técnica de Miguel Company. En 1988 ganó la internacional amistosa "Copa Marlboro", donde derrotó al Benfica por definición por penales luego de empatar 1-1 al término de los 90 minutos, Cruz anotó el último penal del cuadro cervecero.
Para la Liguilla final del torneo Descentralizado, cedió la capitanía del equipo a un histórico del Sporting Cristal: Julio Cesar Uribe. Al ganar la Liguilla del torneo Descentralizado 1988 bajo la DT de Alberto Gallardo juega la final nacional ante Universitario de Deportes donde el cuadro celeste lo derrota por 2-1 y Cruz se consagró campeón por primera vez en la Primera División del Perú.
Juega la Copa Libertadores 1989 ante los cuadros argentina de Boca y Racing, en el partido de vuelta jugado en la Bombonera es expulsado luego de que el árbitro cobrara un penal a favor de los locales a pocos minutos del final del partido. A fines de ese año obtiene el subcampeonato nacional peruano. Cruz jugaría en el cuadro del Rimac hasta 1990.
Se retiró en el Deportivo San Agustín donde jugó entre 1991 y 1993.

## Clubes
| Club                  | País | Año         |
| --------------------- | ---- | ----------- |
| Alianza Atlético      | Perú | 1979        |
| Atlético Torino       | Perú | 1980 - 1981 |
| UTC de Cajamarca      | Perú | 1982 - 1986 |
| Sporting Cristal      | Perú | 1987 - 1990 |
| Deportivo San Agustín | Perú | 1991 - 1993 |

## Palmarés

### Campeonatos nacionales
| Título                    | Club             | País | Año  |
| ------------------------- | ---------------- | ---- | ---- |
| Primera División del Perú | Sporting Cristal | Perú | 1988 |